# Głębokie (Kalisz Pomorski)
Głębokie (deutsch Glambeck) ist ein Ort in der Stadt- und Landgemeinde Kalisz Pomorski im Powiat Drawski der Woiwodschaft Westpommern in Polen. Er liegt in der Neumark etwa neun Kilometer nordöstlich von Recz (Reetz). 
Bis 1945 bildete Glambeck eine Landgemeinde im Kreis Arnswalde und gehörte mit diesem zur Provinz Brandenburg, ab 1938 zur Provinz Pommern. Zur Gemeinde gehörte neben Glambeck der Wohnplatz Leoshof. Im Jahre 1925 wurden in der Gemeinde 403 Einwohner in 68 Haushaltungen gezählt.
Nach dem Zweiten Weltkrieg fiel Glambeck an Polen und wurde in Głębokie umbenannt. Heute bildet die Ortschaft ein eigenes Schulzenamt in der Gmina Kalisz Pomorski.

## Söhne und Töchter des Ortes
- Xaver Edmund Karl von Mellenthin (1827–1915), preußischer Offizier